# 卢克·马修斯
卢克·马修斯（英語：Luke Mathews，1995年6月21日—），澳大利亚男子田径运动员。他曾代表澳大利亚参加2018年英联邦运动会田径比赛，获得男子800米铜牌和男子1500米第12名。